# Султан-Сарай
Султан-Сарай (крим. Sultan Saray, з 1945 по 2023 рік — Улья́новка) — село в Україні, у Білогірському районі Автономної Республіки Крим. Підпорядковане Чорнопільській сільській раді.
У 2015 році село було внесено до переліку населених пунктів, які потрібно перейменувати згідно із законом «Про засудження комуністичного та націонал-соціалістичного (нацистського) тоталітарних режимів в Україні та заборону пропаганди їхньої символіки».
12 травня 2016 року постановою Верховної Ради України № 1352-VIII селу повернено назву Султан-Сарай відповідно до вимог закону «Про засудження комуністичного та націонал-соціалістичного (нацистського) тоталітарних режимів в Україні та заборону пропаганди їхньої символіки». Постанова набрала чинности у 2023 році.

## Населення
Згідно з переписом УРСР 1989 року чисельність наявного населення села становила 289 осіб, з яких 139 чоловіків та 150 жінок.
За переписом населення України 2001 року в селі мешкало 480 осіб.

### Мова
Розподіл населення за рідною мовою за даними перепису 2001 року:
| Мова              | Відсоток |
| ----------------- | -------- |
| кримськотатарська | 58,54 %  |
| російська         | 30,83 %  |
| українська        | 3,13 %   |
| інші              | 7,50 %   |